# Raphael Maier
Raphael Maier (* 9. August 1992 in Innsbruck) ist ein österreichischer Skeletonsportler.

## Leben
Raphael Maier lebt in Rum in Tirol. Er begann 2006 mit dem Skeletonsport und gehört seit 2008 dem Nationalkader Österreichs an. Sein internationales Debüt gab er im Dezember 2008 beim Europacup in Winterberg, wo er 23. wurde. Höhepunkt der ersten Saison wurden die Junioren-Weltmeisterschaften 2009 in Königssee, bei denen er auf den elften Platz fuhr. Danach erreichte er in St. Moritz als Neunter erstmals eine Top-Ten-Platzierung im Europacup. Die Saison 2009/10 begann mit einem sechsten und einem fünften Rang bei Europacup-Rennen in Königssee. Danach durfte Maier erstmals im Intercontinentalcup an den Start gehen und wurde in Königssee 19. Noch erfolgreicher wurde Maier in der nacholympischen Saison 2010/11. Zunächst startete er in Park City bei zwei Rennen im America’s Cup und wurde dort Fünfter und Vierter. Auch im Europacup konnte er als bestes Resultat einen fünften Rang in Cesana erreichen. In der Gesamtwertung des Wettbewerbs wurde Maier 2010/11 Neunter.
In Igls gab er im Januar 2011 seinen Einstand im Skeleton-Weltcup, bei dem er 23. wurde. Das folgende Rennen in Winterberg war zugleich die Skeleton-Europameisterschaft 2011, in der EM-Wertung kam er auf den 14. Platz. Als 20. in St. Moritz erreichte er erstmals eine Top-20-Platzierung im Weltcup. Im Skeleton-Weltcup 2011/12 belegte er als beste Platzierung Rang 12 (erneut in St. Moritz) und wurde insgesamt 15.; bei der Europameisterschaft wurde er Zehnter. Die Junioren-WM 2012 in Innsbruck beendete als Vierter. In der darauf folgenden Saison war sein bestes Weltcup-Ergebnis Rang 11 in Königssee und er verpasste als Vierter erneut nur knapp eine Medaille bei der Junioren-WM. Bei der Skeleton-Weltmeisterschaft 2013 wurde er 13. Im Skeleton-Weltcup 2013/14 war Maiers bestes Ergebnis erneut ein elfter Platz und er belegte in der Gesamtwertung den 16. Rang. Bei der Junioren-WM 2014 gewann er die Bronzemedaille. Mit dem österreichischen Team, darunter auch sein Bruder Benjamin Maier (4er-Bob), nahm er an den Olympischen Winterspielen 2014 in Sotschi (Russland) teil und belegte den 19. Rang. Im ersten Saisonrennen des Weltcup 2014/15 erreichte Maier mit einem sechsten Platz seine erste Top-10-Platzierung im Weltcup. Insgesamt belegte er erneut den 16. Rang und gewann bei der Junioren-WM zum zweiten Mal Bronze. Die Skeleton-Weltmeisterschaft 2015 schloss er auf Rang 18 ab.